# Moctezuma II.

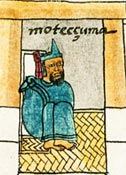
Moctezumův portrét v Mendozově kodexu

Moctezuma II. (správně nazývaný Moctezuma II. – ‚Montezuma‘ je variantní anglická transkripce, jež se někdy do češtiny nepodloženě přebírá, nahuatl: Motecuhzoma Xocoyotzin; * kol. 1465; † 30. června 1520 v Tenochtitlánu, Mexiko) byl aztécký panovník, který vládl od roku 1502 do roku 1520.

## Vláda

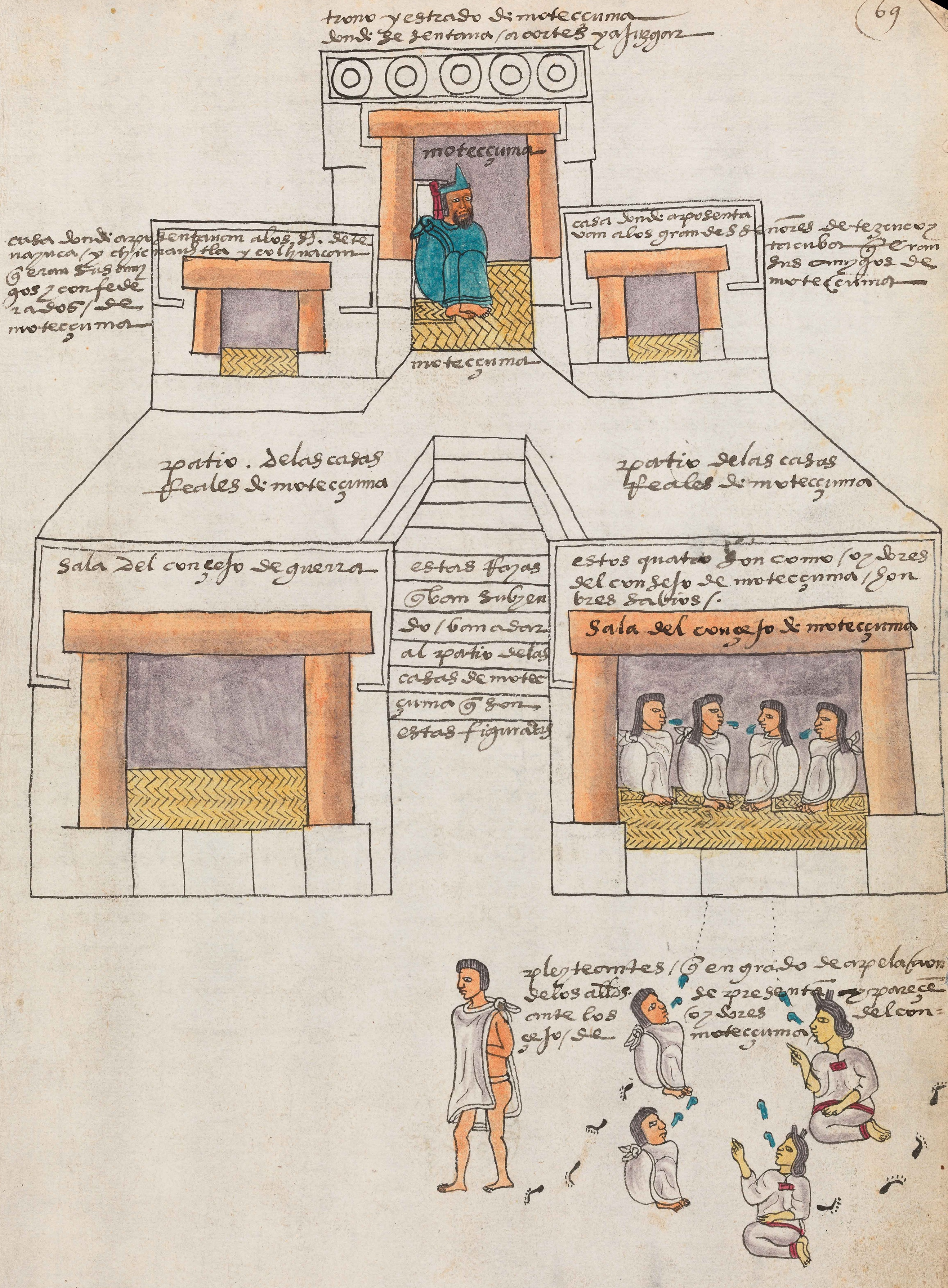
Moctezumův palác z Mendózova kodexu

Když v roce 1502 usedl na aztécký trůn, bylo mu kolem pětatřiceti let. V aztécké říši v té době žilo okolo 11 miliónů obyvatel. Jeho říše však nebyla ničím jiným než volným svazem městských států, kde centrum požadovalo od poddaných daně, ale jen zřídka jim poskytovalo ochranu nebo pomoc. Za Moctezumy II. byla politická moc soustředěna v rukou vládnoucí třídy, rodové šlechty, na špičce sociální pyramidy stál pak Moctezuma, který byl jako nejvyšší náčelník a velekněz politickým i náboženským vůdcem. Jeho moc nebyla dědičná, jak se domnívali Španělé. Nejvyššího náčelníka volila rada, která ho mohla také sesadit. Moctezuma, který pocházel z královského rodu, byl už před svým zvolením generálem a veleknězem. Protože hrálo kněžstvo v politickém životě Aztéků značnou roli, byla právě tato funkce rozhodující pro Moctezumovo zvolení nejvyšším náčelníkem. Staré aztécké kroniky ho popisují jako „učence, astronoma, filosofa, zručného umělce“.
Aztécký stát byl neustále ve válce. Během prvních šestnácti let Moctezumovy vlády docházelo stále k povstáním, protože se jedna provincie po druhé snažily vymanit z nadvlády Aztéků. Nejvyšší náčelník se sám ale o státní záležitosti moc nestaral. Stáhl se do ústraní, aby se mohl zcela věnovat náboženským povinnostem. Tak se pomalu stával jakýmsi polobohem, což se projevovalo dokonce i při jeho stolování. Podávali mu přes třicet různých mís. Krocany, křepelky, zvěřinu, holuby a zajíce. Jedním z jeho oblíbených jídel byly čerstvé ryby ulovené v Mexickém zálivu vzdáleném přes 300 kilometrů, odkud je přes horské průsmyky přivezli spěšní poslové. Krásné mladé služebnice mu podávaly misky s vodou, aby si mohl mezi jednotlivými chody omýt ruce, a stavěly před stůl dřevěnou zástěnu, aby ho nikdo neviděl, když jedl či pil ze zlatých pohárů.
Španěl Cervantes de Salazer napsal: „Pro svůj lid byl Moctezuma vznešeným veličenstvem. Mimo několika velmožů královské krve mu nesměl nikdo pohlédnout do tváře, nebo být v jeho přítomnosti obutý, anebo se posadit. Ze svého pokoje vycházel téměř výhradně ke stolování, přijímal jen málo návštěvníků a většinu státních záležitostí přenechával členům své rady. Dokonce i ti s ním jednali pomocí prostředníků. K obětem u chrámu boha Huitzilopochtliho, při nichž projevoval velkou zbožnost, přicházel po vlastní cestě, zachovával si odstup od ostatních kněží a vracel se sklíčený, hluboce zamyšlený a mlčenlivý.“

## Smrt
V roce 1519 na území Aztéků vstoupilo španělské vojsko vedené Hernánem Cortésem. Na pobřeží založilo město Veracruz a vydalo se k  pochodu do centra aztécké říše. Moctezuma se snažil se Španěly dobře vycházet, dokonce se dobrovolně nechal zajmout. Proti jeho vůli však vypuklo proti Španělům povstání, které se Moctezuma na žádost Cortése snažil uklidnit. Aztékové však Moctezumu považovali za zbabělce a zrádce a začali po něm házet kamení. Ačkoliv byl Moctezuma zraněn, odmítl léčbu a po dvou dnech zemřel.

## Moctezuma v umění
Postava Moctezumy se stala námětem mnoha uměleckých zpracování.
- Opera Motezuma od italského skladatele Antonia Vivaldiho (premiéra v roce 1733, Benátky)
- Opera Montezuma od německého skladatele Carla Heinricha Grauna (premiéra v roce 1755, Berlín)
- Opera Motezuma od českého skladatele Josefa Myslivečka (premiéra v roce 1771, Florencie)
- Opera Montezuma od italského skladatele Niccolò Antonia Zingarelliho (premiéra v roce 1781, Neapol)
- Opera Montezuma od amerického skladatele Rogera Sessionse (premiéra v roce 1964, Berlín)
- Opera Montezuma (La Conquista) od italského skladatele Lorenza Ferrera (premiéra v roce 2005, Praha)

## Moctezuma jinde
- Cuauhtémoc Moctezuma je pivovar v Monterrey, patřící do skupiny Heineken. Pojmenován je po Moctezumovi II. a jeho synovci Cuauhtémocovi.
- Po Moctezumovi II. („Montezumovi“) bylo pojmenováno několik rostlinných a živočišných druhů: křepel harlekýn (Cyrtonyx montezumae), rak montezumský (Cambarellus montezumae), borovice Montezumova (Pinus montezumae).
- Montezumova pomsta je hovorové označení pro střevní potíže návštěvníků Mexika. Podle městské legendy jsou gringové trestáni průjmem odvetou za porážku Hernánem Cortésem ze 13. srpna 1521 a následné zotročení Aztéků.[3]